# Оттяжка (строительство)
Оття́жка — один из основных элементов сооружений мачтового типа. Обычно представляет собой трос, один конец которого закреплён на земле при помощи специального якоря, а другой — на сооружении. Трос работает на растяжение и служит дополнительной точкой опоры.

## Применение
Одну оттяжку ставят, как правило, в непредусмотренных конструкцией случаях, когда существует опасность разрушения сооружения, с целью предотвратить оное путём создания дополнительной точки опоры/закрепления.
В случае предусмотренного конструкцией использования оттяжек (в мачтовых сооружениях), оттяжки размещают в виде ярусов. Ярус оттяжек представляет собой часть сооружения, к которой симметричным образом крепят несколько (в большинстве случаев — 3 или 4) оттяжек так, что горизонтальная компонента суммы сил натяжения оттяжек, действующих на сооружение, была равна нулю.
Примерами применения оттяжек являются радиомачты, дымовые трубы, водонапорные башни. Также оттяжку ставят на столбах без дополнительных подпорок на которых ЛЭП меняет своё направление или натяжение (например, на крайних столбах ЛЭП).

## Галерея

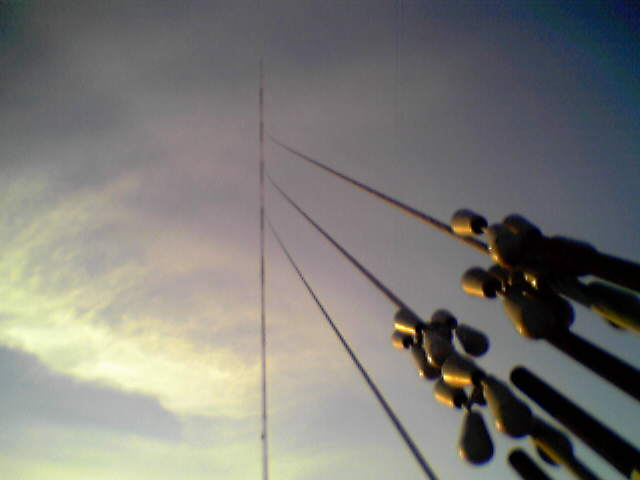
Нижняя часть оттяжки телерадиомачты KVLY в Северной Дакоте
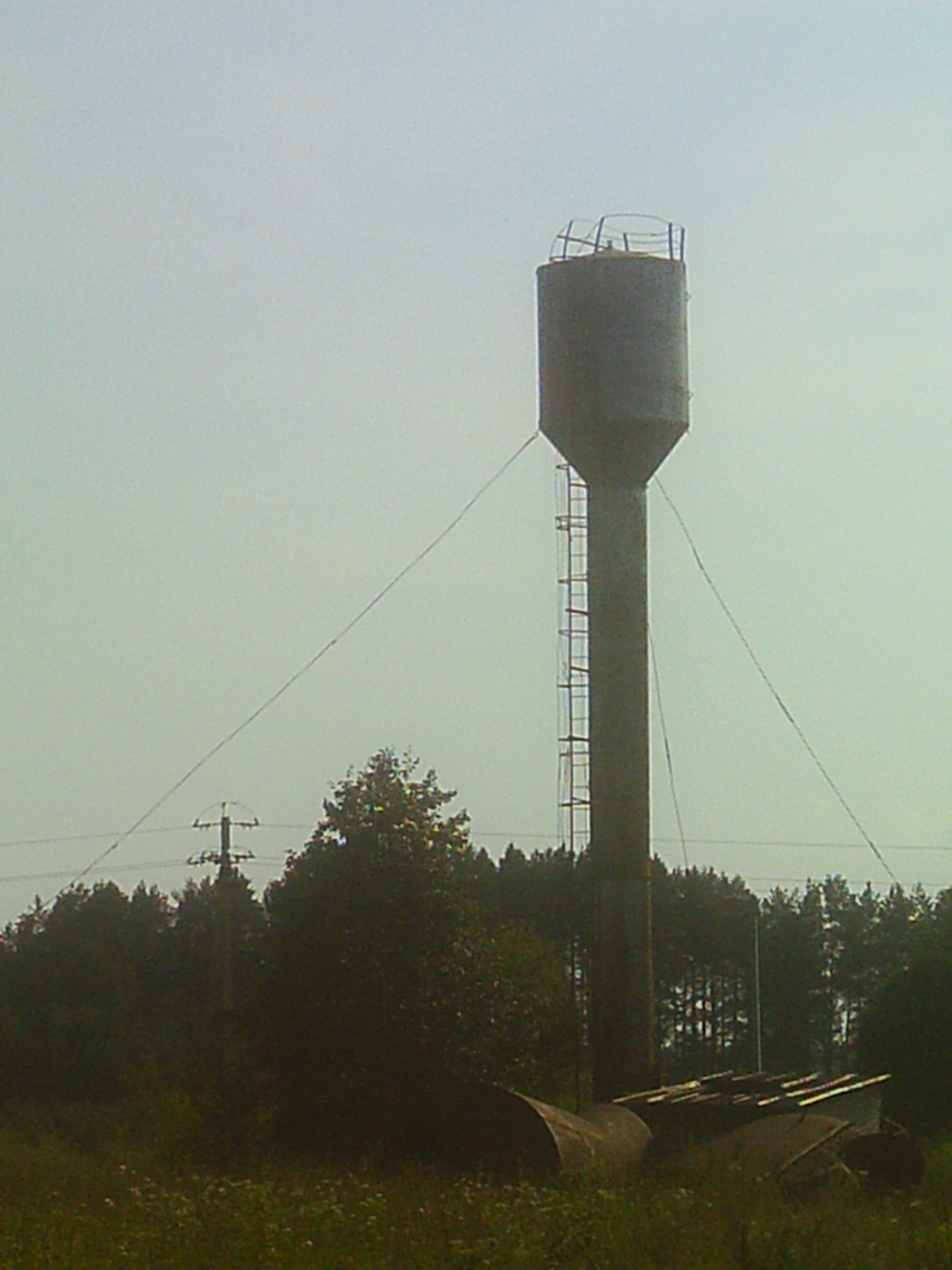
Водонапорная башня, закреплённая на оттяжках
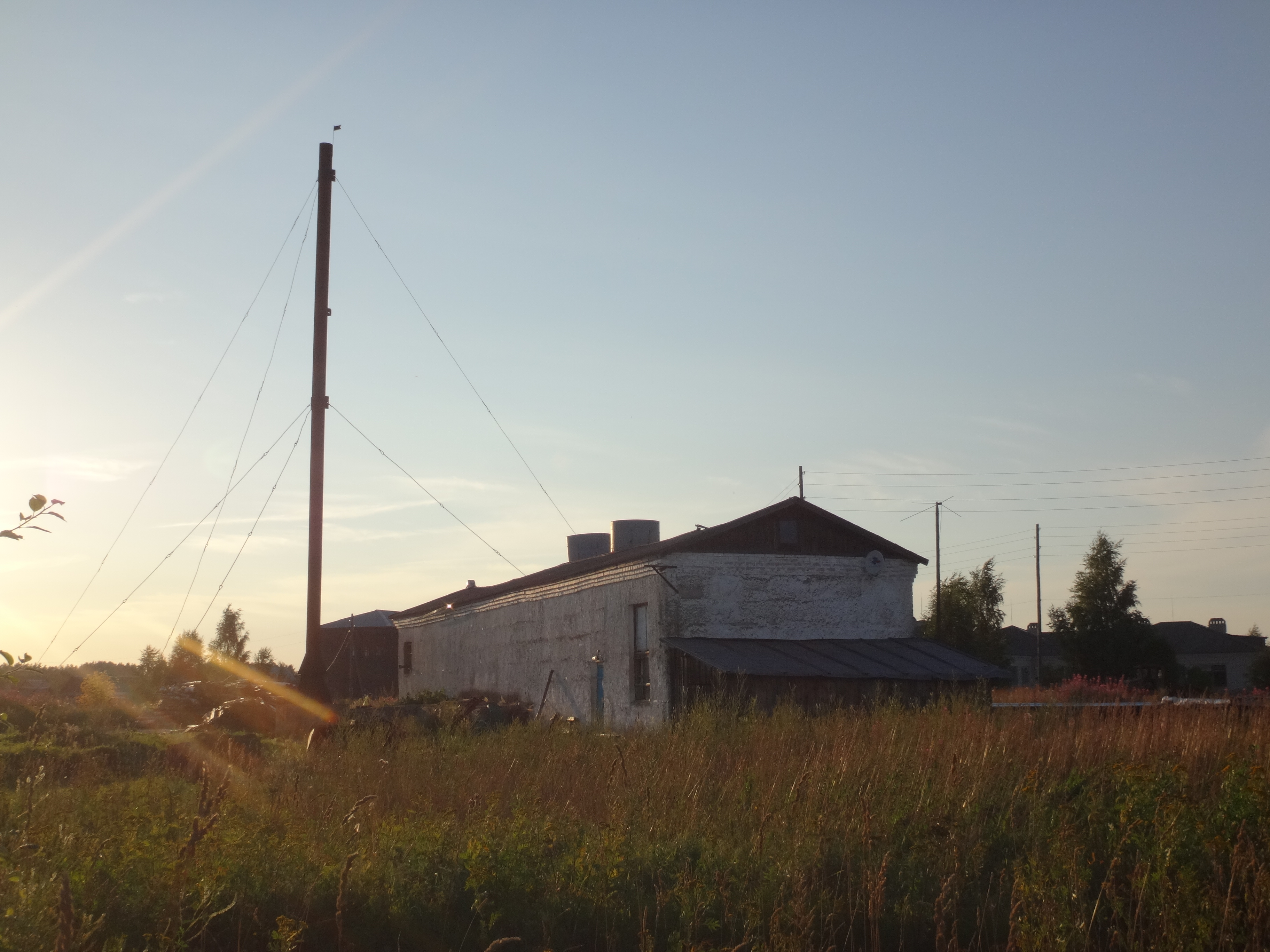
Стальная дымовая труба на оттяжках
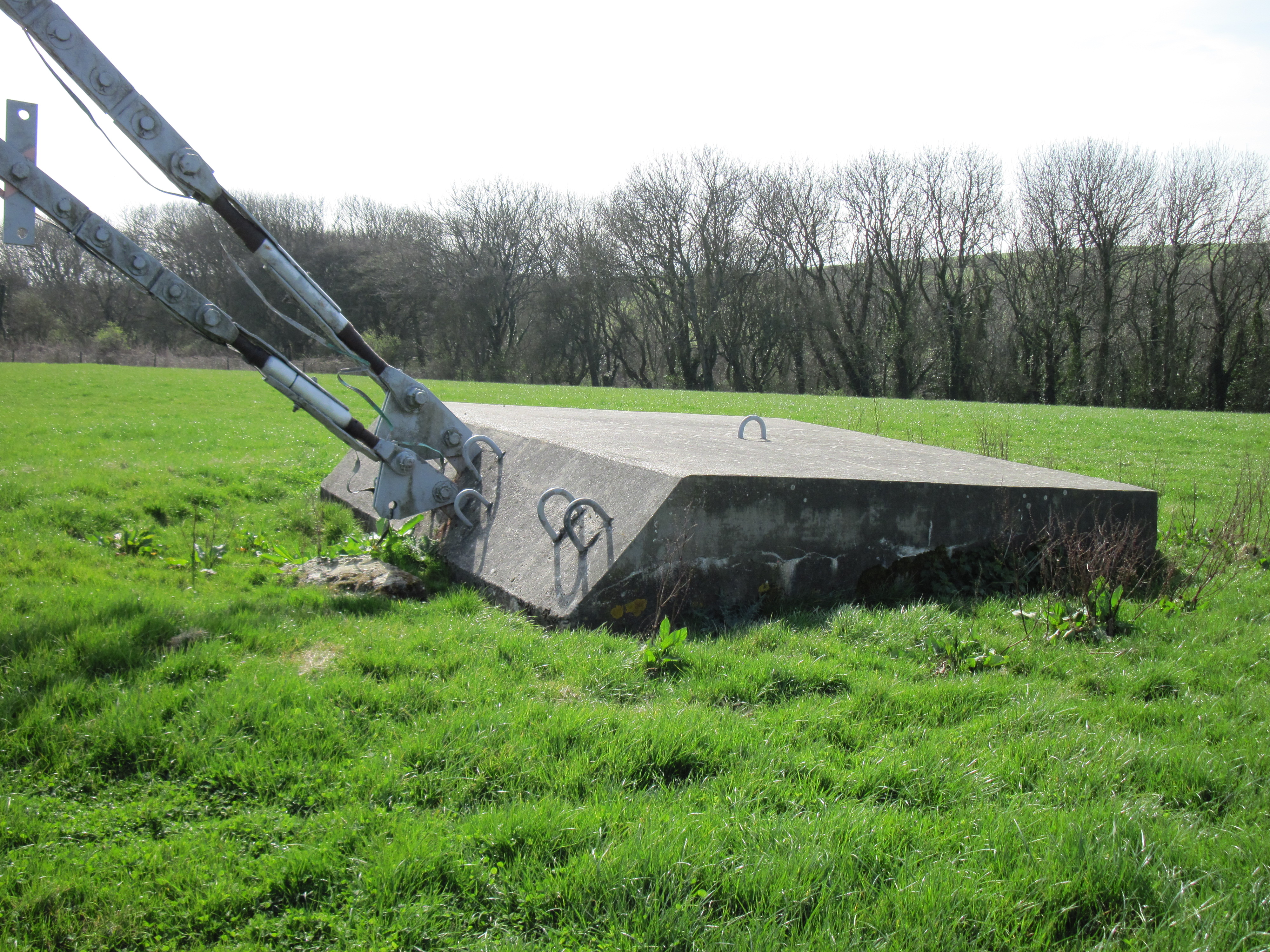
Бетонный якорный фундамент для двух ярусов оттяжек